# Christina Cole
Pour les articles homonymes, voir Cole.
Christina Cole, née le 8 mai 1982 à Londres, en Angleterre, est une actrice britannique.
Elle est surtout connue pour son rôle de Cassandra « Cassie » Hughes dans la série télévisée Hex : La Malédiction.

## Biographie
Christina Cole est une actrice anglaise. Elle joue dans le film américain  Ce dont rêvent les filles.
Christina devient célèbre en jouant Juliette dans la pièce Roméo et Juliette à Londres (Angleterre). Elle n'a pas aimé son expérience dans la série Hex et quitte cette dernière au cours de la seconde saison, en 2005.

## Filmographie

### Cinéma et téléfilms
- 2002 : Les Années Tony Blair (en) (The Project, téléfilm) : Elizabeth
- 2003 : Ce dont rêvent les filles (What a Girl Wants) : Clarissa Payne
- 2006 : Casino Royale : réceptionniste de l’Ocean Club
- 2008 : Miss Pettigrew : Charlotte Warren
- 2009 : Surviving Evil : Phoebe Drake
- 2009 : Les Faucheurs : Jenny (téléfilm)
- 2009 : Doghouse : Candy
- 2011 : Blitz : auxiliaire féminine (WPC) de la police londonienne
- 2015 : Jupiter : Le Destin de l'univers : Gemma Chatterjee
- 2025 : À contre-sens : Londres : Bethan

### Séries télévisées
- 2003 : All About Me (en) : Sarah
- 2004 : Hex : La Malédiction (Hex) : Cassandra Hughes
- 2004 : Miss Marple : Lettice Protheroe (épisode 1.02 Meurtre au presbytère)
- 2006 : Jane Eyre : Blanche Ingram (mini-série, BBC)
- 2007 : Doctor Who : Lilith (épisode 3.02 Peines d’amour gagnées)
- 2008 : Orgueil et Quiproquos : Caroline Bingley
- 2009 : Emma : Mrs Elton
- 2009 : Hercule Poirot : Dr Sarah King (épisode 11.04 Rendez-vous avec la mort)
- 2010 : Inspecteur Barnaby : Sarah Sharp (épisode 13.04)
- 2010 : Human Target : La Cible : Victoria (épisode 1.11)
- 2011 : Chaos : Adele Ferrer
- 2014 : Rosemary’s Baby : Julie
- 2015 : Suits : Dr Paula Agard
- 2015 : Associés contre le crime : Mrs Sprot (3 épisodes)
- 2015 : Flics toujours (New Tricks) : Carmen Creswell
- 2015 : Blacklist : Alice (épisode 3.04)
- 2017 : SS-GB : Mrs Sheenan (rôle récurrent)
- 2017–présent : The Indian Detective (en) : Robyn « Bob » Gerner (rôle principal)
- 2024 : The Crown : journaliste (épisode 6.09)

### Jeux vidéo
- 2023 : Alan Wake 2 : Alice Wake